# Барановский, Артём Николаевич
Артём Николаевич Барановский (укр. Артем Миколайович Барановський; 17 марта 1990, Красногоровка, Марьинский район, Донецкая область, Украинская ССР, СССР) — украинский футболист, защитник.

## Биография
В детско-юношеской футбольной лиге Украины выступал за донецкий «Металлург» и Училище олимпийского резерва.
Летом 2007 года подписал контракт с донецким «Титаном», который и стал его первым профессиональным клубом. В составе команды выступал во Второй лиге Украины на протяжении полутора лет. Барановский провёл 48 матчей, в которых забил 1 гол.
Зимой 2009 года перешёл в донецкий «Металлург». Вначале он выступал в молодёжном первенстве Украины. 24 апреля 2012 года дебютировал в чемпионате Украины в выездном матче против симферопольской «Таврии» (1:1), Барановский отыграл все девяносто минут. Всего за «Металлург» в чемпионате Артём провёл 41 игру и забил 1 мяч.
Летом 2015 года «Металлург» объявил себя банкротом, вакантное место в Премьер-лиге Украины заняла днепродзержинская «Сталь», куда и перешёл Артём Барановский. Взяв себе 2 номер. В составе новой команды дебютировал в игре первого тура чемпионата Украины 2015/16 против киевского «Динамо», Барановский вышел на 72 минуте вместо Максима Каленчука. «Сталь» в итоге проиграла со счётом (1:2).
28 января 2019 года футболист подписал годовой контракт с карагандинским «Шахтёром», как свободный игрок. По данным немецкого сайта Transfermarkt трансферная стоимость футболиста оценивается в 500 тысяч евро.

## Статистика
| Сезон   | Клуб               | Лига                 | Чемпионат | Чемпионат | Кубок | Кубок | Дубль | Дубль |
| Сезон   | Клуб               | Лига                 | Игры      | Голы      | Игры  | Голы  | Игры  | Голы  |
| ------- | ------------------ | -------------------- | --------- | --------- | ----- | ----- | ----- | ----- |
| 2007/08 | Титан (Донецк)     | Вторая лига Украины  | 31        | 1         |       |       |       |       |
| 2008/09 | Титан (Донецк)     | Вторая лига Украины  | 17        | 0         | 1     | 0     |       |       |
| 2008/09 | Металлург (Донецк) | Премьер-лига Украины | 0         | 0         |       |       | 12    | 3     |
| 2009/10 | Металлург (Донецк) | Премьер-лига Украины | 0         | 0         | 0     | 0     | 29    | 5     |
| 2010/11 | Металлург (Донецк) | Премьер-лига Украины | 0         | 0         |       |       | 25    | 3     |
| 2011/12 | Металлург (Донецк) | Премьер-лига Украины | 2         | 0         | 0     | 0     | 25    | 1     |
| 2012/13 | Металлург (Донецк) | Премьер-лига Украины | 16        | 1         | 1     | 0     | 8     | 0     |
| 2013/14 | Металлург (Донецк) | Премьер-лига Украины | 6         | 0         | 1     | 0     | 8     | 0     |
| 2014/15 | Металлург (Донецк) | Премьер-лига Украины | 17        | 0         | 1     | 0     |       |       |
| 2015/16 | Сталь (Д)          | Премьер-лига Украины | 0         | 0         | 0     | 0     |       |       |